# 李维勤
李维勤，南京大学教授，研究方向为重症急性胰腺炎诊治、重症病人营养和代谢等，中华人民共和国教育部2012年度“长江学者”特聘教授。

## 生平
曾先后就读于第一军医大学、第二军医大学外科学，后在南京大学医学院任教、在南京军区总医院担任重症医学中心主任。